# Humberto Zurita
Humberto Zurita (Torreón, 2 settembre 1954) è un attore messicano.

## Biografia
Ha iniziato la sua carriera di attore nel 1978 con la serie televisiva Una mujer, regia di Tony Carbajal e Miguel Angel Herros. Dopo aver recitato in molte altre telenovelas, nel 2010 ha fatto parte del cast della fiction italiana Terra ribelle con la regia di Cinzia TH Torrini.

## Filmografia

### Cinema
- Rastro de muerte, regia di Arturo Ripstein (1981)
- El dìa que muriò Pedro Infante, regia di Claudio Isaac (1982)
- El amor es un juego extraño, regia di Luis Alcoriza (1983)
- Bajo la metralla, regia di Felipe Cazals (1983)
- Luna de sangre, regia di Luis Antùnez (1984)
- Secuestro sangriento, regia di Aldo Monti (1985)
- Maniqui, regia di Edgar Valenzuela (1985)
- Luna caliente, regia di Roberto Denis (1985)
- El tres de copas, regia di Felipe Cazals (1986)
- De mujer a mujer, regia di Mauricio Walerstein (1986)
- Diana, René, y El Tìbiri, regia di Roberto G. Rivera (1988)
- A la misma hora, regia di Teresa Mendicuti (1988)
- La furia de un dios, regia di Felipe Cazals (1988)
- Los placeros ocultos, regia di René Cardona Jr. (1989)
- Caceria de un fugitivo, regia di Pedro Galindo III (1990)
- Asalto, regia di Roberto Schlosser (1991)
- Nacidos para morir, regia di René Cardona III (1991)
- Pelo suelto, regia di Pedro Galindo III (1991)
- Persecucion infernal, regia di Paco del Toro (1992)
- Secuestro a mano armada, regia di Enrique Gomez Vadillo (1992)
- Muerte ciega, regia di Enrique Gomez Vadillo (1992)
- Imperio de los malditos, regia di Christian Gonzalez  (1992)
- El asesino del zodiaco, regia di Christian Gonzalez (1993)
- Amor que mata, regia di Valentin Trujillo (1994)
- Perfume, efecto inmediato, regia di Alejandro Gamboa (1994)
- Bésame en la boca, regia di Abraham Cherem (1995)
- Morena, regia di Jorge Ràmirez Suàrez (1995)
- Propriedad ajena, regia di Luis Vèlez (2007)
- Bajo la sal, regia di Mario Muñoz (2008)
- Secretos del alma, regia di Martin Barraza e Alicia Carbajal (2008)
- Euforia, regia di Alfonso Corona (2009)

### Televisione
- Una mujer, regia di Tony Carbajal e Miguel Angel Herros (1978)
- Laura (Muchacha de barrio), regia di Ernesto Alonso (1979)
- Querer volar, regia di Aldo Monti (1980)
- Soledad, regia di Rafael Banquells e Manolo Garcìa (1981)
- Mariana, il diritto di nascere (El derecho de nacer), regia di Raúl Araiza (1981)
- Il maleficio (El maleficio), regia di Raúl Araiza (1983)
- Il segreto (De pura sangre), regia di José Rendon (1985-1986)
- Hora Marcada, regia di Ximena Cuevas e Juan Antonio de la Riva (1986)
- Incatenati (Encadenados), regia di Julio Castillo (1988-1989)
- Dottor Chamberlain (Al filo del muerte), regia di José Angel Garcia e Alfredo Gurrola (1990)
- Capricho, regia di Claudio Reyes e Luis Velez (1991)
- Televiteatros, regia di Banjamin Cann (1993)
- El vuelo del àguila, regia di Jorge Fonse e Gonzalo Martinez Ortega (1994)
- La antorcha encendida, regia di Gonzalo Martinez Ortega e Claudio Reyes (1996)
- Alguna vez tendremos alas, regia di Alvaro Carcaño e Roberto Gomez (1997)
- El candidato, co-regia con Ariel Bianco (1999)
- Agua y aceite, regia di Juan David Burns e Heriberto Lopez de Anda (2002)
- Ladron de corazones, regia di Walter Doehner e Silvana Zuanetti (2003)
- Volver al paraìso, registi vari (2005)
- Los plateados, regia di Walter Doehner (2005)
- Marina, regia di Mauricio Ochmann, Manolo Cardona e Sandra Echeverría (2006)
- Operazione pilota, regia di Umberto Marino - miniserie TV, (2007)
- Terra ribelle, regia di Cinzia TH Torrini - serie TV, (2010)
- La Regina del Sud (La reina del sur) - serie TV, (2011)
- Terra ribelle - Il nuovo mondo, regia di Ambrogio Lo Giudice - serie TV, (2012)
- Amore senza tempo (Vivir a Destiempo) - serie TV, (2013)
- La querida del Centauro - serie TV, (2016)

## Riconoscimenti
- Premio Ariel
  - 1984 – Miglior attore per Bajo la metralla[1]